# Euphranor (Admiral)
Euphranor († Februar 47 v. Chr.) war ein rhodischer Flottenbefehlshaber. Er kommandierte während des Alexandrinischen Krieges jene rhodischen Schiffe, die zu den Seestreitkräften Gaius Iulius Caesars gehörten. Kurz vor dem Ende des Kriegs kam er in einem Seegefecht vor Kanopos ums Leben.

## Rolle im Alexandrinischen Krieg
Euphranor wird in den Quellen nur anlässlich seines Einsatzes im Alexandrinischen Krieg (48/47 v. Chr.) erwähnt. Der Verfasser des zum Korpus der Schriften Caesars gerechneten Buches Alexandrinischer Krieg (Bellum Alexandrinum), wahrscheinlich Aulus Hirtius, hebt Euphranors Tapferkeit und Mut besonders lobend hervor. Caesar war in diesen Krieg wegen seiner Unterstützung Kleopatras in deren Thronstreit mit ihrem Bruder Ptolemaios XIII. verwickelt worden. Für den römischen Feldherrn entwickelte sich der Kampf zu einem langwierigen und gefährlichen militärischen Konflikt, da er über viel geringere Streitkräfte als seine Gegner verfügte. So musste er auf Entsatz von außen warten.
Als die von Gnaeus Domitius Calvinus auf einer Flotte geschickte Legion Verstärkungstruppen an Alexandria vorbeigetrieben worden war, geleitete Caesar sie mit seinen Schiffen persönlich in die Hauptstadt und wurde dabei von gegnerischen Seestreitkräften angegriffen, bei deren erfolgreicher Abwehr sich die rhodischen Einheiten auszeichneten.
Der Heerführer der Alexandriner, Ganymedes, ließ nun die stark dezimierte ägyptische Flotte mindestens teilweise wiederherstellen und im Hafen Eunostos stationieren. Caesar attackierte mit seinem Geschwader Ganymedes’ Schiffe, wobei Euphranor das am rechten Flügel positionierte rhodische Kontingent befehligte. Von der ptolemäischen Flotte bezogen 22 Vierruderer Frontstellung, während eine große Zahl weiterer Wasserfahrzeuge im Hintergrund aufgestellt war. Der Angriff auf die ägyptische Marine war für Caesar allerdings aufgrund einiger Untiefen in der Hafeneinfahrt ein gewagtes Unternehmen. Euphranor passierte mit seinen rhodischen Schiffen als erster die Untiefen und hielt der Offensive der Feinde trotz deren großer numerischer Überlegenheit solange stand, bis der Rest von Caesars Flotte ebenfalls nachkommen und in den Kampf eingreifen konnte. Insgesamt errangen die Römer einen deutlichen Sieg; die Ägypter verloren fünf Schiffe, Caesar aber angeblich kein einziges.
Weil ein Teil der übriggebliebenen ptolemäischen Flotte vor der Mündung des kanobischen Nilarms kreuzte, um den von Asien aus zur See geschickten Nachschub für die Römer abzufangen, schickte Caesar seine Seestreitkräfte unter dem Kommando des Tiberius Claudius Nero, des Vaters des späteren Kaisers Tiberius, zur Bereinigung der Situation nach Kanopos. Auch Euphranor nahm mit seinen rhodischen Marineeinheiten an dem Einsatz des römischen Geschwaders teil. Als er wieder zuerst die gegnerische Flotte angriff, versenkte er zwar ein feindliches Schiff, ging aber schließlich wegen unzureichender Unterstützung mit seiner Quadrireme im Verlauf des Kampfes unter. Der Autor des Alexandrinischen Kriegs berichtet nichts über den Ausgang der Schlacht, aber der Historiker Cassius Dio spricht von einem Sieg des Claudius Nero. Jedenfalls erfocht Caesar bald darauf nach seiner Vereinigung mit der von Mithridates von Pergamon herangeführten Entsatzarmee den entscheidenden Sieg über die Truppen Ptolemaios’ XIII. und gewann damit den Alexandrinischen Krieg.